# Romanengo
Romanengo is een gemeente in de Italiaanse provincie Cremona (regio Lombardije) en telt 2716 inwoners (31-12-2004). De oppervlakte bedraagt 14,9 km², de bevolkingsdichtheid is 180 inwoners per km².

## Demografie
Romanengo telt ongeveer 1058 huishoudens. Het aantal inwoners steeg in de periode 1991-2001 met 12,8% volgens cijfers uit de tienjaarlijkse volkstellingen van ISTAT.
| Jaar | Inwoneraantal |
| ---- | ------------- |
| 1991 | 2231          |
| 2001 | 2517          |

## Geografie
Romanengo grenst aan de volgende gemeenten: Casaletto di Sopra, Izano, Offanengo, Salvirola, Ticengo.